# Modermagan
Modermagan är en ö i Finland. Den ligger i Finska viken och i kommunen Raseborg i den ekonomiska regionen  Raseborg i landskapet Nyland, i den södra delen av landet. Ön ligger omkring 92 kilometer väster om Helsingfors.
Öns area är 16,4 hektar och dess största längd är 0,6 kilometer i sydöst-nordvästlig riktning.